# Collins Barracks
El antiguo cuartel de Collins Barracks está situado en Dublín, Irlanda.
El cuartel es el más antiguo de Europa teniendo unas grandes dimensiones. Cabe destacar la impresionante plaza central que daba cabida a seis regimientos en formación.
El arquitecto constructor del complejo fue Thomas Burg

## Museo
El edificio es sede del museo nacional de artes decorativas e historia, dependiente del museo Nacional de Irlanda.
El museo abarca la historia social, económica y militar de Irlanda.
- Datos: Q5147347
- Multimedia: Collins Barracks, Dublin / Q5147347